# Delme
Delme – miejscowość i gmina we Francji, w regionie Grand Est, w departamencie Mozela.
Według danych na rok 1990 gminę zamieszkiwało 681 osób, a gęstość zaludnienia wynosiła 134 osób/km² (wśród 2335 gmin Lotaryngii Delme plasuje się na 492. miejscu pod względem liczby ludności, natomiast pod względem powierzchni na miejscu 1004.).